# Liste von Wasserkäfern Österreichs

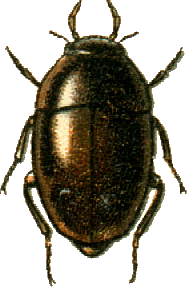
Glänzender Zwergtümpelkäfer (Limnebius nitidus)

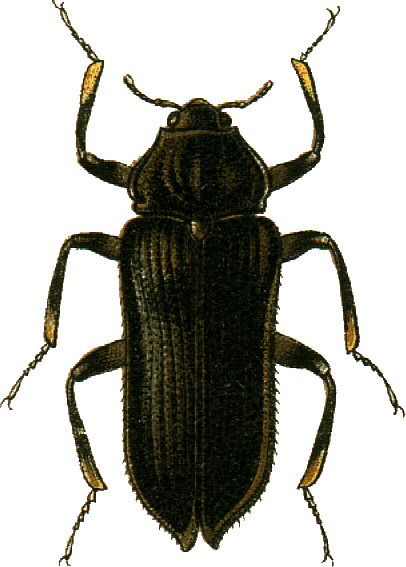
Fluss-Krallenkäfer (Potamophilus acuminatus)

Die Liste von Wasserkäfern Österreichs enthält die in Österreich vorkommenden Langtasterwasserkäfer- und Klauenkäferarten. Es werden alle 75 Arten aufgelistet, von denen das österreichische Umweltbundesamt den RL-Status in der Roten Liste gefährdeter Tierarten angibt.
In Österreich wurde im Jahr 2005 der Gefährdungsstatus dieser Wasserkäfer zuletzt evaluiert. Bei der IUCN und in der Roten Liste Österreichs gibt es folgende Gefährdungsstatus:
| Status | IUCN                                                  | Rote Liste Österreich |
| ------ | ----------------------------------------------------- | --- |
|        | ausgestorben (engl. extinct)                          | Ein Taxon gilt als ausgestorben, wenn kein begründeter Zweifel besteht, dass das letzte Individuum tot ist. Ein Taxon gilt aus ausgestorben, wenn erschöpfende Erhebungen im bekannten oder vermuteten Lebensraum, zu geeigneten Tages- und Jahreszeiten über das gesamte ehemalige Verbreitungsgebiet keine Individuennachweise erbrachten. Die Erhebungen sollten sich über einen Zeitrahmen erstrecken, die dem Lebenszyklus und Lebensformtyp des Taxons angemessen ist. |
|        | in der Natur ausgestorben (engl. extinct in the wild) | Es gibt lediglich Individuen in Kultur, in Gefangenschaft oder in eingebürgerten Populationen außerhalb des natürlichen Verbreitungsgebietes. |
| 0RE    | regional ausgestorben (engl. regionally extinct)      | Ein Taxon gilt als regional ausgestorben, wenn kein begründeter Zweifel besteht, dass das letzte fortpflanzungsfähige Individuum in Österreich tot oder verschwunden ist, oder, im Falle einer früheren Gastart, Individuen das österreichische Gebiet nicht mehr aufsuchen. |
|        | vom Aussterben bedroht (engl. critically endangered)  | 50 % Aussterbenswahrscheinlichkeit in 10 Jahren oder 3 Generationen (maximal 100 Jahre). |
|        | stark gefährdet (engl. endangered)                    | 20 % Aussterbenswahrscheinlichkeit in 20 Jahren oder 5 Generationen (maximal 100 Jahre). |
|        | gefährdet (engl. vulnerable)                          | 10 % Aussterbenswahrscheinlichkeit in 100 Jahren. |
|        | potenziell gefährdet (engl. near threatened)          | Weniger als 10 % Aussterbenswahrscheinlichkeit in 100 Jahren, aber negative Bestandsentwicklung und hohe Aussterbensgefahr in Teilen des Gebietes. |
|        | nicht gefährdet (engl. least concern)                 | Weniger als 10 % Aussterbenswahrscheinlichkeit in 100 Jahren, weitere Attribute wie unter NT treffen nicht zu. |
|        | ungenügende Datengrundlage (engl. data deficient)     | Die vorliegenden Daten lassen keine Einstufung in die einzelnen Kategorien zu. |
|        | nicht beurteilt (engl. not evaluated)                 | Die Art wurde nicht eingestuft. |

Die folgende Tabelle zeigt für jede Wasserkäfer-Art Österreichs (der beiden obigen Familien), sofern vorhanden, je ein repräsentatives Bild, die deutschen Namen, die wissenschaftlichen Namen, die Erstbeschreiber (Autoren), die Wikidata-Links (die farbigen Balken) und die Gefährdungsstatus des österreichischen Umweltbundesamts. Die Gefährdungsstatus der IUCN wird nicht angegeben, da bei keiner einzigen dieser Arten ein Status vorhanden ist, also bei jeder Art  stehen müsste.

## Wasserkäfer
| In der Tabelle vorkommende Familien          |
| -------------------------------------------- |
| Familie: Langtasterwasserkäfer (Hydraenidae) |
| Familie: Klauenkäfer (Elmidae)               |

| Bild                                         | deutscher Name                                      | wissenschaftlicher Name, Autor und Wikidata-Link     | RL-Status |
| -------------------------------------------- | --------------------------------------------------- | ---------------------------------------------------- | --------- |
| Familie: Langtasterwasserkäfer (Hydraenidae) |                                                     |                                                      |           |
|                                              | Narenta-Zwerguferkäfer                              | Aulacochthebius narentinus (Reitter, 1885)           | CR        |
|                                              | Alpen-Zwergwasserkäfer                              | Hydraena alpicola Pretner, 1931                      | LC        |
|                                              | Belgischer Zwergwasserkäfer                         | Hydraena belgica d’Orchymont, 1930                   | LC        |
| weitere Bilder                               | Brittens Zwergwasserkäfer                           | Hydraena britteni Joy, 1907                          | LC        |
|                                              | Zahnfuß-Zwergwasserkäfer                            | Hydraena dentipes Germar, 1842                       | LC        |
|                                              | Gekerbter Zwergwasserkäfer                          | Hydraena excisa Kiesenwetter, 1849                   | LC        |
| weitere Bilder                               | Graziler Zwergwasserkäfer                           | Hydraena gracilis Germar, 1823                       | LC        |
|                                              | Mittlerer Zwergwasserkäfer                          | Hydraena intermedia Rosenhauer, 1847                 | CR        |
|                                              | Stein-Zwergwasserkäfer                              | Hydraena lapidicola Kiesenwetter, 1849               | LC        |
|                                              | Schwarzer Zwergwasserkäfer                          | Hydraena melas Dalla Torre, 1877                     | LC        |
| weitere Bilder                               | Kleinster Zwergwasserkäfer                          | Hydraena minutissima Stephens, 1829                  | LC        |
| weitere Bilder                               | Harlekin-Zwergwasserkäfer                           | Hydraena morio Kiesenwetter, 1849                    | NT        |
|                                              | Müllers Zwergwasserkäfer                            | Hydraena muelleri Pretner, 1931                      | EN        |
| weitere Bilder                               | Geschwärzter Zwergwasserkäfer                       | Hydraena nigrita Germar, 1823                        | LC        |
|                                              | Paganettis Zwergwasserkäfer                         | Hydraena paganettii Ganglbauer, 1901                 | EN        |
|                                              | Sumpf-Zwergwasserkäfer                              | Hydraena palustris Erichson, 1837                    | LC        |
|                                              | Polierter Zwergwasserkäfer                          | Hydraena polita Kiesenwetter, 1849                   | LC        |
|                                              | Wunderschöner Zwergwasserkäfer                      | Hydraena pulchella Germar, 1823                      | NT        |
|                                              | Winziger Zwergwasserkäfer                           | Hydraena pygmaea Waterhouse, 1833                    | LC        |
|                                              | Reys Zwergwasserkäfer                               | Hydraena reyi Kuwert, 1888                           | CR        |
| weitere Bilder                               | Ufer-Zwergwasserkäfer                               | Hydraena riparia Kugelann, 1794                      | LC        |
|                                              | Orakel-Zwergwasserkäfer                             | Hydraena saga d’Orchymont, 1930                      | VU        |
|                                              | Schulers Zwergwasserkäfer                           | Hydraena schuleri Ganglbauer, 1901                   | LC        |
|                                              | Abgestutzter Zwergwasserkäfer                       | Hydraena truncata Rey, 1885                          | LC        |
|                                              | Leder-Zwergtümpelkäfer                              | Limnebius aluta (Bedel, 1881)                        | LC        |
|                                              | Ungeteilter Zwergtümpelkäfer                        | Limnebius atomus (Duftschmid, 1805)                  | LC        |
| weitere Bilder                               | Haartragender Zwergtümpelkäfer                      | Limnebius crinifer (Rey, 1885)                       | EN        |
|                                              | Myrmidonen-Zwergtümpelkäfer                         | Limnebius myrmidon Rey, 1883                         | NE        |
| weitere Bilder                               | Glänzender Zwergtümpelkäfer                         | Limnebius nitidus (Marsham, 1802)                    | EN        |
| weitere Bilder                               | Federkranz-Zwergtümpelkäfer                         | Limnebius papposus Mulsant, 1844                     | NT        |
|                                              | Teich-Zwergtümpelkäfer                              | Limnebius stagnalis (Guillebeau, 1890)               | CR        |
| weitere Bilder                               | Abgestutzter Zwergtümpelkäfer                       | Limnebius truncatellus (Thunberg, 1794)              | LC        |
| weitere Bilder                               | Zweigrubiger Zwerguferkäfer                         | Ochthebius bicolon Germar, 1823                      | EN        |
| weitere Bilder                               | Còlvera-Zwerguferkäfer                              | Ochthebius colveranus Ferro, 1979                    | VU        |
| weitere Bilder                               | Gekerbter Zwerguferkäfer                            | Ochthebius crenulatus Mulsant & Rey, 1850            | EN        |
| weitere Bilder                               | Gemeißelter Zwerguferkäfer                          | Ochthebius exsculptus Germar, 1823                   | VU        |
|                                              | Gelbfüßiger Zwerguferkäfer                          | Ochthebius flavipes Dalla Torre, 1877                | VU        |
|                                              | Grubiger Zwerguferkäfer                             | Ochthebius foveolatus Germar, 1823                   | NE        |
| weitere Bilder                               | Gewölbter Zwerguferkäfer                            | Ochthebius gibbosus Germar, 1823                     | NT        |
| weitere Bilder                               | Gekörnter Zwerguferkäfer                            | Ochthebius granulatus Mulsant, 1844                  | LC        |
|                                              | Haberfelners Zwerguferkäfer                         | Ochthebius haberfelneri Reitter, 1890                | DD        |
| weitere Bilder                               | Ungarischer Zwerguferkäfer                          | Ochthebius hungaricus Endrödy-Younga, 1967           | RE        |
| weitere Bilder                               | Blauflügeliger Zwerguferkäfer                       | Ochthebius lividipennis (Peyron, 1858)               | CR        |
| weitere Bilder                               | Schwärzlicher Zwerguferkäfer                        | Ochthebius melanescens Dalla Torre, 1877             | LC        |
| weitere Bilder                               | Südlicher Zwerguferkäfer                            | Ochthebius meridionalis Rey, 1885                    | NT        |
| weitere Bilder                               | Metallischer Zwerguferkäfer                         | Ochthebius metallescens Rosenhauer, 1847             | LC        |
| weitere Bilder                               | Kleiner Zwerguferkäfer                              | Ochthebius minimus (Fabricius, 1792)                 | LC        |
| weitere Bilder                               | Edler Zwerguferkäfer                                | Ochthebius nobilis Villa & Villa, 1835               | EN        |
|                                              | Lausartiger Zwerguferkäfer                          | Ochthebius pedicularius Kuwert, 1887                 | RE        |
| weitere Bilder                               | Neusiedlersee-Zwerguferkäfer                        | Ochthebius peisonis Ganglbauer, 1901                 | NT        |
|                                              | Perkins’ Zwerguferkäfer                             | Ochthebius perkinsi Pankow, 1986                     | CR        |
| weitere Bilder                               | Winziger Zwerguferkäfer                             | Ochthebius pusillus Stephens, 1835                   | VU        |
| weitere Bilder                               | Erzfarbener Zwerguferkäfer                          | Ochthebius sidanus d’Orchymont, 1942                 | CR        |
| weitere Bilder                               | Grüner Zwerguferkäfer                               | Ochthebius viridis (Peyron, 1858)                    | NT        |
| Familie: Klauenkäfer (Elmidae)               |                                                     |                                                      |           |
| weitere Bilder                               | Erzglänzender Krallenkäfer, Gedrungener Klauenkäfer | Elmis aenea (Müller, 1806)                           | LC        |
|                                              | Latreilles Krallenkäfer                             | Elmis latreillei Bedel, 1878                         | LC        |
|                                              | Maugés Krallenkäfer                                 | Elmis maugetii Latreille, 1802                       | LC        |
|                                              | Dunkler Krallenkäfer                                | Elmis obscura (Müller, 1806)                         | NT        |
|                                              | Rietschels Krallenkäfer                             | Elmis rietscheli Steffan, 1958                       | LC        |
|                                              | Riolusähnlicher Krallenkäfer                        | Elmis rioloides (Kuwert, 1890)                       | LC        |
|                                              | Verengter Krallenkäfer                              | Esolus angustatus (Müller, 1821)                     | LC        |
| weitere Bilder                               | Parallelseitiger Krallenkäfer                       | Esolus parallelepipedus (Müller, 1806)               | LC        |
|                                              | Zwergkrallenkäfer                                   | Esolus pygmaeus (Müller, 1806)                       | RE        |
|                                              | Mittlerer Krallenkäfer                              | Limnius intermedius Fairmaire, 1881                  | CR        |
|                                              | Müllers Krallenkäfer                                | Limnius muelleri (Erichson, 1847)                    | NE        |
|                                              | Mattglänzender Krallenkäfer                         | Limnius opacus Müller, 1806                          | VU        |
|                                              | Perris' Krallenkäfer                                | Limnius perrisi (Dufour, 1843)                       | LC        |
| weitere Bilder                               | Volckmars Krallenkäfer                              | Limnius volckmari (Panzer, 1793)                     | LC        |
| weitere Bilder                               | Tuberkel-Krallenkäfer                               | Macronychus quadrituberculatus Müller, 1806          | NT        |
| weitere Bilder                               | Höcker-Krallenkäfer                                 | Oulimnius tuberculatus (Müller, 1806)                | LC        |
| weitere Bilder                               | Fluss-Krallenkäfer                                  | Potamophilus acuminatus (Fabricius, 1792)            | CR        |
|                                              | Kupferiger Krallenkäfer                             | Riolus cupreus (Müller, 1806)                        | LC        |
| weitere Bilder                               | Glänzender Krallenkäfer                             | Riolus nitens, Syn.: Normandia nitens (Müller, 1817) | EN        |
| weitere Bilder                               | Dunkelvioletter Krallenkäfer                        | Riolus subviolaceus (Müller, 1817)                   | LC        |
| weitere Bilder                               | Geriefter Krallenkäfer                              | Stenelmis canaliculata (Gyllenhal, 1808)             | CR        |